# Punkevní údolí
Punkevní údolí leží mezi Skalním mlýnem a Starohraběcí hutí v Moravském krasu. Údolím protéká říčka Punkva. V Punkevním údolím končí krasová část Moravského krasu. Údolí ohraničují skály, z nichž dominantní je Hanák, Babylónská věž či Prasečí ucho. Některé z nich jsou horolezeckými cvičnými stěnami. Nad údolím se též nachází lokalita Lečenec s pozůstatky lažánského hrádku. U Starohraběcí huti (odbočka na Lažánky) přechází Punkevní údolí v Arnoštovo údolí, kde se nachází podstatná část blanenských strojíren (ČKD Blansko). Někdy bývá uváděno, že Arnoštovo údolí je spodní částí Punkevního údolí, protože i tudy teče Punkva, která se na jeho konci vlévá do Svitavy.

## Fotogalerie

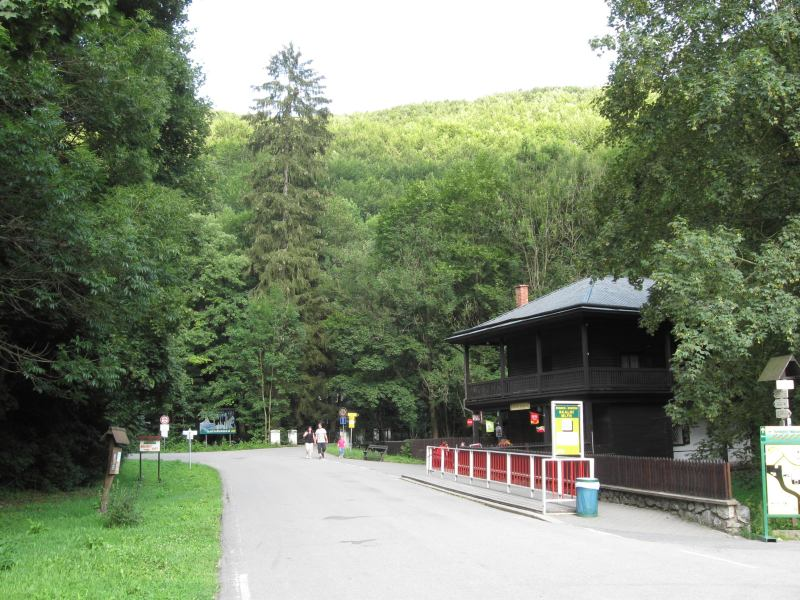
Rozcestí Punkevního údolí, Suchého žlebu a Pustého žlebu u Skalního mlýna
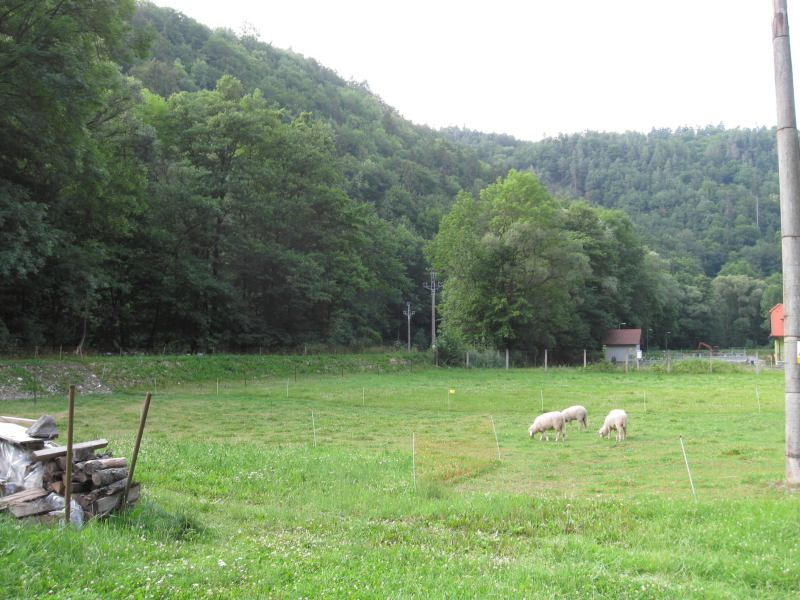
Punkevní údolí u pstruhárny
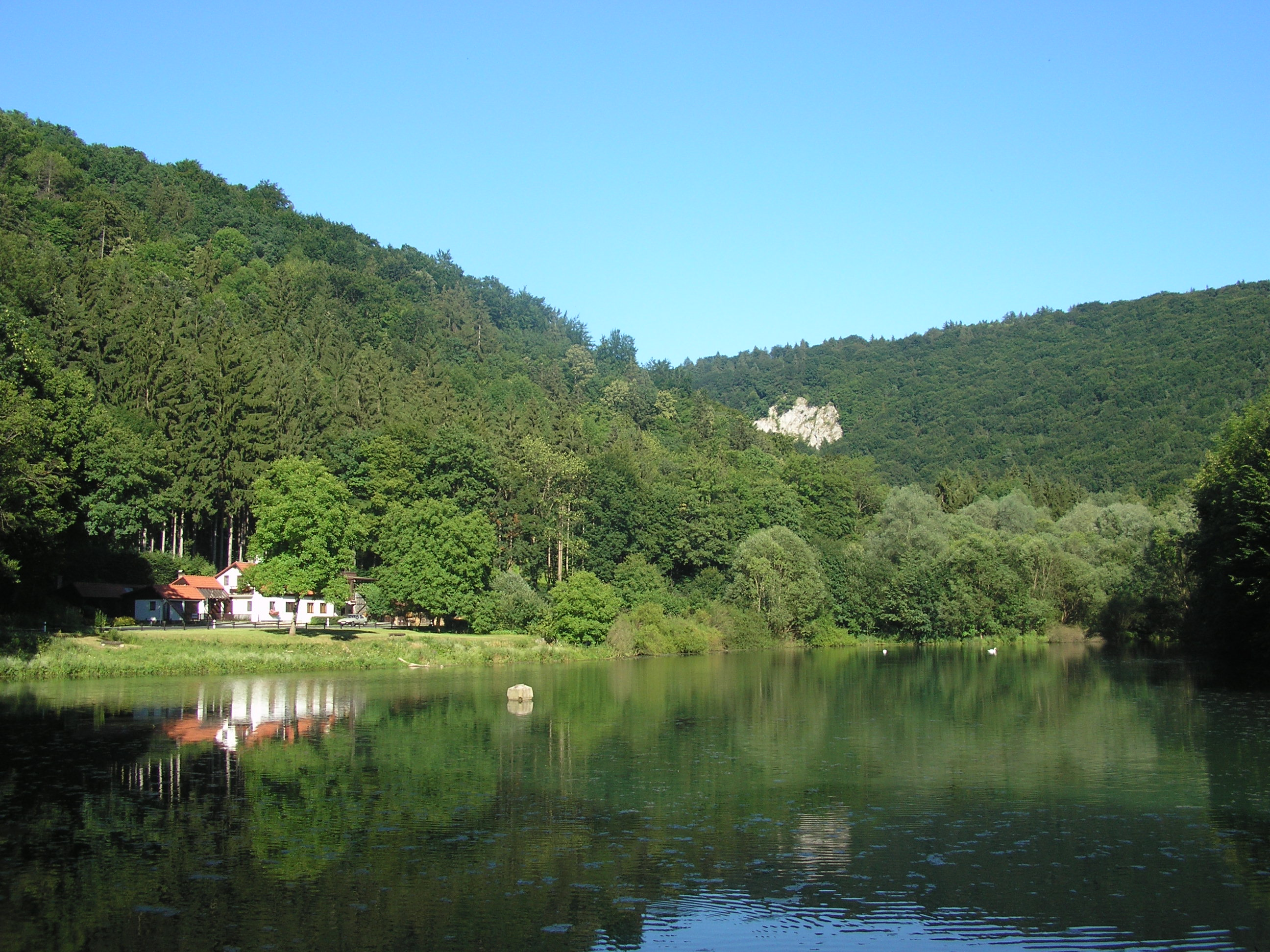
Jakubovo jezero ležící na řece Punkvě
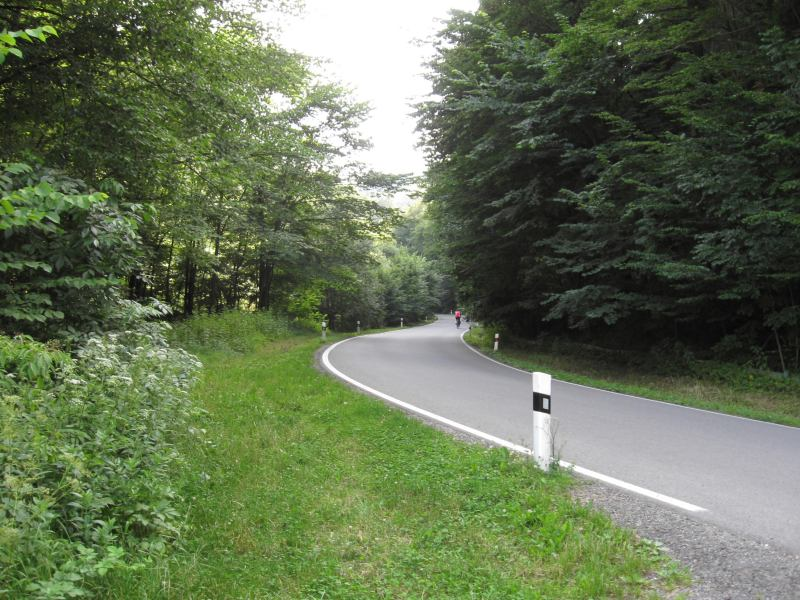
Silnice Punkevním údolím